# Campeonato Brasileño de Fútbol Serie D 2015
El Campeonato Brasileño de Serie D 2015 fue la séptima (7.ª) edición del campeonato de cuarta categoría del fútbol brasileño. Al igual que los campeonatos anteriores, cuenta con la participación de 40 equipos de los diferentes estados del país los cuales clasificaron por medio de los campeonatos estatales y algunos torneos organizados por cada federación.

## Sistema de juego
Los 40 equipos clasificados fueron divididos en 8 grupos de 5 equipos cada uno. Se jugarán partidos de ida y vuelta entre los equipos de cada grupo, llegando a máximo ocho partidos en la primera fase y con dos jornadas de descanso.
Los mejores dos equipos de cada grupo clasificarán a la segunda fase.
Luego, se ubican dos equipos y se jugarán partidos de ida y vuelta para llegar a los octavos de final, cuartos de final, semifinal y final.
Finalmente, los cuatro equipos clasificados a la semifinal serán ascendidos al Campeonato Brasileño de Fútbol Serie C 2016.

### Criterios de desempate
En caso de que haya dos o más equipos empatados en puntos al final de la primera fase (fase de grupos), los criterios de desempate son:
1. Mayor número de partidos ganados.
2. Mejor diferencia de gol.
3. Mayor número de goles a favor.
4. Resultado del partido jugado entre los equipos.
5. Menor número de tarjetas rojas recibidas.
6. Menor número de tarjetas amarillas recibidas.
7. Sorteo.

En caso de que haya dos o más equipos empatados en puntos al final de la segunda, tercera, cuarta y quinta fase (octavos de final, cuartos de final, semifinal y final, respectivamente), los criterios de desempate son:
1. Mejor diferencia de gol.
2. Mayor número de goles a favor en calidad de visitante.
3. Tiros desde el punto penal.

## Equipos participantes
Como es habitual, la Confederación Brasileña de Fútbol decidió distribuir los equipos por estado de acuerdo a su desempeño en el Ranking Nacional de Federaciones. De acuerdo con esto, cada estado tiene los siguientes cupos para el campeonato:
- Bahía,  Goiás,  Minas Gerais,  Paraná,  Pernambuco,  Río de Janeiro,  Río Grande del Sur,  São Paulo y  Santa Catarina: 2 cupos por estado.

- Acre,  Alagoas,  Amapá,  Amazonas,  Ceará,  Distrito Federal,  Espírito Santo,  Maranhão,  Mato Grosso,  Mato Grosso del Sur,  Paraíba,  Pará,  Piauí  Río Grande del Norte,  Rondonia,  Roraima,  Sergipe y   Tocantins: 1 cupo por estado.

De esta manera, los equipos clasificados son:
| Estado                               | Equipo                                    | Vía de clasificación |
| ------------------------------------ | ----------------------------------------- | --- |
| Acre 1 cupo                          | Río Branco - AC                           | Campeón del Campeonato Acreano 2015 |
| Alagoas 1 cupo                       | Coruripe                                  | Mejor ubicado del Campeonato Alagoano 2015 |
| Amapá 1 cupo                         | Santos - AP                               | Campeón de Campeonato Amapaense 2014 |
| Amazonas 1 cupos                     | Nacional - AM                             | Campeón del Campeonato Amazonense 2014 |
| Bahía 2 cupos                        | Serrano Colo Colo                         | Tercer puesto de la Copa Governador 2015 Mejor ubicado del Campeonato Baiano 2016                                                             |
| Ceará 1 cupo                         | Guaraní de Juazeiro                       | Mejor ubicado del Campeonato Cearense 2015 |
| Distrito Federal 1 cupo              | Gama                                      | Campeón del Campeonato Brasiliense 2015 |
| Espírito Santo 1 cupo                | Río Branco - ES                           | Campeón del Campeonato Capixaba 2016 |
| Goiás 2 cupos + 1 adicional          | CRAC Aparecidense Goianésia               | Puesto 19 del Campeonato Brasileño Serie C 2014 Mejor ubicado del Campeonato Goiano 2015 Segundo mejor ubicado del Campeonato Goiano 2015     |
| Maranhão 1 cupo                      | Imperatriz                                | Campeón del Campeonato Maranhense 2015 |
| Mato Grosso 1 cupo                   | Operário Várzea-Grandense                 | Campeón del Campeonato Matogrossense 2015 |
| Mato Grosso del Sur 1 cupo           | Comercial - MS                            | Mejor ubicado del Campeonato Sul-Matogrossense 2015                                                                                           |
| Minas Gerais 2 cupos                 | Caldense Villa Nova                       | Mejor ubicado del Campeonato Mineiro 2015 Segundo mejor ubicado del Campeonato Mineiro 2015                                                   |
| Pará 1 cupo                          | Remo                                      | Campeón del Campeonato Paraense 2015 |
| Paraíba 1 cupo + 1 adicional         | Treze Campinense                          | Puesto 18 del Campeonato Brasileño Serie C 2014 Mejor ubicado del Campeonato Paraibano 2015                                                   |
| Paraná 2 cupos                       | Operário - PR Foz do Iguaçu               | Campeón del Campeonato Paranaense 2015 Segundo mejor ubicado del Campeonato Paranaense 2015                                                   |
| Pernambuco 2 cupos                   | Central Serra Talhada                     | Mejor ubicado del Campeonato Pernambucano 2015 Quinto puesto del Campeonato Pernambucano 2015                                                 |
| Piauí 1 cupo                         | Ríver                                     | Campeón del Campeonato Piauiense 2015 |
| Río de Janeiro 2 cupos + 1 adicional | Duque de Caxias Resende Volta Redonda     | Puesto 20 del Campeonato Brasileño de Serie C 2014 Campeón de la Copa Río de 2014 Mejor ubicado del Campeonato Carioca 2015                   |
| Río Grande del Norte 1 cupo          | Globo                                     | Mejor ubicado del Campeonato Potiguar 2015 |
| Río Grande del Sur 2 cupos           | Lajeadense Ypiranga de Erechim            | Campeón de Super Copa Gaúcha de 2014 Mejor ubicado del Campeonato Gaúcho 2015                                                                 |
| Rondonia 1 cupo                      | Vilhena                                   | Campeón de la primera fase del Campeonato Rondoniense 2015                                                                                    |
| Roraima 1 cupo                       | Náutico - RR                              | Campeón del Campeonato Roraimense 2015 |
| São Paulo 2 cupos + 1 adicional      | São Caetano Botafogo - SP Red Bull Brasil | Puesto 17 del Campeonato Brasileño Serie C 2014 Mejor ubicado del Campeonato Paulista 2015 Segundo mejor ubicado del Campeonato Paulista 2015 |
| Santa Catarina 2 cupos               | Metropolitano Internacional de Lages      | Mejor ubicado de la primera fase del Campeonato Catarinense 2016 Segundo mejor ubicado de la primera fase del Campeonato Catarinense 2016     |
| Sergipe 1 cupo                       | Estanciano                                | Mejor ubicado del Campeonato Sergipano 2015                                                                                                   |
| Tocantins 1 cupo                     | Palmas                                    | Cuarto puesto del Campeonato Tocantinense 2015                                                                                                |

## Fase de grupos

### Grupo A1
| Pos. | Equipos         | PJ | PG | PE | PP | GF | GC | Dif. | Pts. |
| ---- | --------------- | -- | -- | -- | -- | -- | -- | ---- | ---- |
| 1.   | Remo            | 8  | 5  | 2  | 1  | 14 | 6  | +8   | 17   |
| 2.   | Río Branco - AC | 8  | 4  | 3  | 1  | 10 | 6  | +4   | 15   |
| 3.   | Nacional - AM   | 8  | 2  | 2  | 4  | 10 | 12 | -2   | 8    |
| 4.   | Vilhena         | 8  | 1  | 3  | 4  | 8  | 14 | -6   | 6    |
| 5.   | Náutico - RR    | 8  | 2  | 2  | 4  | 8  | 12 | -4   | 4    |

| Primera | Náutico - RR           | 1 - 1 | Nacional - AM   | Ribeirão           | 12 de julio      | 17:00 |
| Primera | Vilhena                | 1 - 1 | Remo            | Portal da Amazônia | 12 de julio      | 18:30 |
| Primera | Libre: Río Branco - AC |       |                 |                    |                  |       |
| Segunda | Remo                   | 1 - 0 | Río Branco - AC | Arena Verde        | 18 de julio      | 16:00 |
| Segunda | Nacional - AM          | 2 - 0 | Vilhena         | Arena da Amazônia  | 19 de julio      | 17:00 |
| Segunda | Libre: Náutico - RR    |       |                 |                    |                  |       |
| Tercera | Vilhena                | 1 - 0 | Náutico - RR    | Portal da Amazônia | 26 de junio      | 17:00 |
| Tercera | Río Branco - AC        | 2 - 1 | Nacional - AM   | Arena da Floresta  | 26 de junio      | 19:00 |
| Tercera | Libre: Remo            |       |                 |                    |                  |       |
| Cuarta  | Remo                   | 3 - 0 | Náutico - RR    | Arena Verde        | 2 de agosto      | 18:30 |
| Cuarta  | Río Branco - AC        | 2 - 1 | Vilhena         | Arena da Floresta  | 2 de agosto      | 19:00 |
| Cuarta  | Libre: Nacional - AM   |       |                 |                    |                  |       |
| Quinta  | Náutico - RR           | 0 - 0 | Río Branco - AC | Ribeirão           | 9 de agosto      | 17:00 |
| Quinta  | Nacional - AM          | 0 - 1 | Remo            | Arena da Amazônia  | 10 de agosto     | 21:30 |
| Quinta  | Libre: Vilhena         |       |                 |                    |                  |       |
| Sexta   | Vilhena                | 2 - 2 | Río Branco - AC | Portal da Amazônia | 16 de agosto     | 18:30 |
| Sexta   | Náutico - RR           | 3 - 2 | Remo            | Ribeirão           | 17 de agosto     | 22:30 |
| Sexta   | Libre: Nacional - AM   |       |                 |                    |                  |       |
| Séptima | Remo                   | 3 - 2 | Nacional - AM   | Arena Verde        | 22 de agosto     | 18:30 |
| Séptima | Río Branco - AC        | 3 - 2 | Náutico - RR    | Arena da Floresta  | 23 de agosto     | 19:00 |
| Séptima | Libre: Vilhena         |       |                 |                    |                  |       |
| Octava  | Náutico - RR           | 2 - 1 | Vilhena         | Ribeirão           | 30 de agosto     | 17:00 |
| Octava  | Nacional - AM          | 0 - 2 | Río Branco - AC | Arena da Amazônia  | 31 de agosto     | 21:00 |
| Octava  | Libre: Remo            |       |                 |                    |                  |       |
| Novena  | Vilhena                | 2 - 2 | Nacional - AM   | Portal da Amazônia | 6 de septiembre  | 18:30 |
| Novena  | Río Branco - AC        | 0 - 0 | Remo            | Arena da Floresta  | 6 de septiembre  | 19:00 |
| Novena  | Libre: Náutico - RR    |       |                 |                    |                  |       |
| Décima  | Remo                   | 3 - 0 | Vilhena         | Arena Verde        | 13 de septiembre | 18:00 |
| Décima  | Nacional - AM          | 2 - 1 | Náutico - RR    | Arena da Amazônia  | 13 de septiembre | 18:00 |
| Décima  | Libre: Río Branco - AC |       |                 |                    |                  |       |

### Grupo A2
| Pos. | Equipos             | PJ | PG | PE | PP | GF | GC | Dif. | Pts. |
| ---- | ------------------- | -- | -- | -- | -- | -- | -- | ---- | ---- |
| 1.   | Ríver               | 8  | 4  | 4  | 0  | 8  | 3  | +5   | 16   |
| 2.   | Palmas              | 8  | 4  | 2  | 2  | 7  | 4  | +3   | 14   |
| 3.   | Imperatriz          | 8  | 2  | 2  | 4  | 11 | 11 | 0    | 8    |
| 4.   | Santos - AP         | 8  | 3  | 1  | 4  | 8  | 11 | -3   | 7    |
| 5.   | Guaraní de Juazeiro | 8  | 0  | 5  | 3  | 4  | 9  | -5   | 5    |

| Primera | Guaraní de Juazeiro        | 1 - 1 | Santos - AP         | Romeirão               | 12 de julio      | 16:00 |
| Primera | Ríver                      | 1 - 1 | Palmas              | Albertão               | 12 de julio      | 17:00 |
| Primera | Libre: Imperatriz          |       |                     |                        |                  |       |
| Segunda | Palmas                     | 2 - 0 | Imperatriz          | General Sampaio        | 19 de julio      | 16:00 |
| Segunda | Santos - AP                | 0 - 1 | Ríver               | Zerão                  | 19 de julio      | 17:00 |
| Segunda | Libre: Guaraní de Juazeiro |       |                     |                        |                  |       |
| Tercera | Imperatriz                 | 5 - 1 | Santos - AP         | Frei Epifânio          | 25 de julio      | 19:15 |
| Tercera | Ríver                      | 0 - 0 | Guaraní de Juazeiro | Albertão               | 26 de julio      | 19:00 |
| Tercera | Libre: Palmas              |       |                     |                        |                  |       |
| Cuarta  | Imperatriz                 | 0 - 0 | Ríver               | Frei Epifânio          | 1 de agosto      | 19:15 |
| Cuarta  | Palmas                     | 0 - 0 | Guaraní de Juazeiro | Nilton Santos (Palmas) | 2 de agosto      | 16:00 |
| Cuarta  | Libre: Santos - AP         |       |                     |                        |                  |       |
| Quinta  | Guaraní de Juazeiro        | 0 - 0 | Imperatriz          | Mauro Sampaio          | 8 de agosto      | 16:00 |
| Quinta  | Santos - AP                | 1 - 0 | Palmas              | Zerão                  | 9 de agosto      | 17:00 |
| Quinta  | Libre: Ríver               |       |                     |                        |                  |       |
| Sexta   | Guaraní de Juazeiro        | 0 - 2 | Palmas              | Romeirão               | 16 de agosto     | 16:00 |
| Sexta   | Ríver                      | 2 - 1 | Imperatriz          | Albertão               | 16 de agosto     | 17:00 |
| Sexta   | Libre: Santos - AP         |       |                     |                        |                  |       |
| Séptima | Imperatriz                 | 3 - 2 | Guaraní de Juazeiro | Frei Epifânio          | 22 de agosto     | 19:15 |
| Séptima | Palmas                     | 1 - 0 | Santos - AP         | General Sampaio        | 23 de agosto     | 16:00 |
| Séptima | Libre: Ríver               |       |                     |                        |                  |       |
| Octava  | Guaraní de Juazeiro        | 1 - 1 | Ríver               | Romeirão               | 30 de agosto     | 16:00 |
| Octava  | Santos - AP                | 3 - 2 | Imperatriz          | Zerão                  | 30 de agosto     | 17:00 |
| Octava  | Libre: Palmas              |       |                     |                        |                  |       |
| Novena  | Imperatriz                 | 0 - 1 | Palmas              | Frei Epifânio          | 5 de septiembre  | 19:15 |
| Novena  | Ríver                      | 1 - 0 | Santos - AP         | Albertão               | 6 de septiembre  | 17:00 |
| Novena  | Libre: Guaraní de Juazeiro |       |                     |                        |                  |       |
| Décima  | Palmas                     | 0 - 2 | Ríver               | Nilton Santos (Palmas) | 13 de septiembre | 18:00 |
| Décima  | Santos - AP                | 2 - 0 | Guaraní de Juazeiro | Zerão                  | 13 de septiembre | 18:00 |
| Décima  | Libre: Imperatriz          |       |                     |                        |                  |       |

### Grupo A3
| Pos. | Equipos       | PJ | PG | PE | PP | GF | GC | Dif. | Pts. |
| ---- | ------------- | -- | -- | -- | -- | -- | -- | ---- | ---- |
| 1.   | Campinense    | 8  | 4  | 2  | 2  | 10 | 5  | +5   | 14   |
| 2.   | Coruripe      | 8  | 3  | 4  | 1  | 15 | 10 | +5   | 13   |
| 3.   | Colo Colo     | 8  | 3  | 2  | 3  | 9  | 12 | -3   | 8    |
| 4.   | Serra Talhada | 8  | 2  | 2  | 4  | 7  | 9  | -2   | 8    |
| 5.   | Globo         | 8  | 2  | 2  | 4  | 5  | 10 | -5   | 8    |

| Primera | Campinense           | 2 - 0 | Globo         | Almeidão (João Pessoa) | 12 de julio      | 16:00 |
| Primera | Serra Talhada        | 2 - 0 | Colo Colo     | Pereirão               | 12 de julio      | 16:00 |
| Primera | Libre: Coruripe      |       |               |                        |                  |       |
| Segunda | Colo Colo            | 0 - 0 | Campinense    | Mário Pessoa           | 19 de julio      | 16:00 |
| Segunda | Globo                | 1 - 1 | Coruripe      | Barretão               | 19 de julio      | 17:00 |
| Segunda | Libre: Serra Talhada |       |               |                        |                  |       |
| Tercera | Coruripe             | 2 - 2 | Colo Colo     | Gerson Amaral          | 25 de junio      | 19:30 |
| Tercera | Campinense           | 1 - 0 | Serra Talhada | Ernani Sátyro          | 26 de julio      | 16:00 |
| Tercera | Libre: Globo         |       |               |                        |                  |       |
| Cuarta  | Coruripe             | 1 - 1 | Campinense    | Gerson Amaral          | 1 de agosto      | 19:30 |
| Cuarta  | Globo                | 2 - 1 | Serra Talhada | Barretão               | 2 de agosto      | 17:00 |
| Cuarta  | Libre: Colo Colo     |       |               |                        |                  |       |
| Quinta  | Serra Talhada        | 0 - 2 | Coruripe      | Pereirão               | 9 de agosto      | 16:00 |
| Quinta  | Colo Colo            | 1 - 0 | Globo         | Mário Pessoa           | 9 de agosto      | 16:00 |
| Quinta  | Libre: Campinense    |       |               |                        |                  |       |
| Sexta   | Serra Talhada        | 0 - 0 | Globo         | Pereirão               | 16 de agosto     | 16:00 |
| Sexta   | Campinense           | 3 - 1 | Coruripe      | Ernani Sátyro          | 16 de agosto     | 16:00 |
| Sexta   | Libre: Colo Colo     |       |               |                        |                  |       |
| Séptima | Coruripe             | 2 - 2 | Serra Talhada | Gerson Amaral          | 22 de agosto     | 19:30 |
| Séptima | Globo                | 1 - 2 | Colo Colo     | Barretão               | 23 de agosto     | 17:00 |
| Séptima | Libre: Campinense    |       |               |                        |                  |       |
| Octava  | Serra Talhada        | 1 - 0 | Campinense    | Pereirão               | 30 de agosto     | 16:00 |
| Octava  | Colo Colo            | 1 - 3 | Coruripe      | Mário Pessoa           | 30 de agosto     | 16:00 |
| Octava  | Libre: Globo         |       |               |                        |                  |       |
| Novena  | Coruripe             | 3 - 0 | Globo         | Gerson Amaral          | 5 de septiembre  | 19:30 |
| Novena  | Campinense           | 3 - 1 | Colo Colo     | Ernani Sátyro          | 6 de septiembre  | 16:00 |
| Novena  | Libre: Serra Talhada |       |               |                        |                  |       |
| Décima  | Globo                | 1 - 0 | Campinense    | Barretão               | 13 de septiembre | 18:00 |
| Décima  | Colo Colo            | 2 - 1 | Serra Talhada | Mário Pessoa           | 13 de septiembre | 18:00 |
| Décima  | Libre: Coruripe      |       |               |                        |                  |       |

### Grupo A4
| Pos. | Equipos    | PJ | PG | PE | PP | GF | GC | Dif. | Pts. |
| ---- | ---------- | -- | -- | -- | -- | -- | -- | ---- | ---- |
| 1.   | Central    | 8  | 5  | 1  | 2  | 11 | 5  | +6   | 16   |
| 2.   | Estanciano | 8  | 5  | 0  | 3  | 14 | 11 | +3   | 15   |
| 3.   | Treze      | 8  | 4  | 3  | 1  | 11 | 5  | +6   | 15   |
| 4.   | Goianésia  | 8  | 1  | 2  | 5  | 3  | 10 | -7   | 5    |
| 5.   | Serrano    | 8  | 1  | 2  | 5  | 6  | 14 | -8   | 5    |

| Primera | Serrano           | 0 - 2 | Central    | Municipal de Porto Seguro  | 12 de julio      | 16:00 |
| Primera | Estanciano        | 0 - 2 | Treze      | Batistão                   | 12 de julio      | 16:00 |
| Primera | Libre: Goianésia  |       |            |                            |                  |       |
| Segunda | Central           | 1 - 0 | Goianésia  | Larcedão                   | 19 de julio      | 16:00 |
| Segunda | Treze             | 1 - 1 | Serrano    | Ernani Sátyro              | 19 de julio      | 16:00 |
| Segunda | Libre: Estanciano |       |            |                            |                  |       |
| Tercera | Goianésia         | 1 - 1 | Treze      | Valdeir José de Oliveira   | 26 de julio      | 16:00 |
| Tercera | Serrano           | 1 - 3 | Estanciano | Municipal de Porto Seguro  | 26 de julio      | 16:00 |
| Tercera | Libre: Central    |       |            |                            |                  |       |
| Cuarta  | Central           | 3 - 2 | Estanciano | Larcedão                   | 2 de agosto      | 16:00 |
| Cuarta  | Goianésia         | 0 - 0 | Serrano    | Valdeir José de Oliveira   | 2 de agosto      | 16:00 |
| Cuarta  | Libre: Treze      |       |            |                            |                  |       |
| Quinta  | Estanciano        | 3 - 0 | Goianésia  | Batistão                   | 8 de agosto      | 16:00 |
| Quinta  | Treze             | 0 - 0 | Central    | Ernani Sátyro              | 9 de agosto      | 16:00 |
| Quinta  | Libre: Serrano    |       |            |                            |                  |       |
| Sexta   | Estanciano        | 1 - 0 | Central    | Batistão                   | 15 de agosto     | 16:00 |
| Sexta   | Serrano           | 0 - 1 | Goianésia  | Municipal de Porto Seguro  | 16 de agosto     | 16:00 |
| Sexta   | Libre: Treze      |       |            |                            |                  |       |
| Séptima | Goianésia         | 0 - 2 | Estanciano | Valdeir José de Oliveira   | 22 de agosto     | 18:00 |
| Séptima | Central           | 0 - 1 | Treze      | Lacerdão                   | 23 de agosto     | 16:00 |
| Séptima | Libre: Serrano    |       |            |                            |                  |       |
| Octava  | Estanciano        | 3 - 1 | Serrano    | Francão                    | 30 de agosto     | 16:00 |
| Octava  | Treze             | 1 - 0 | Goianésia  | P. Vargas (Campina Grande) | 30 de agosto     | 16:00 |
| Octava  | Libre: Central    |       |            |                            |                  |       |
| Novena  | Goianésia         | 1 - 2 | Central    | Valdeir José de Oliveira   | 5 de septiembre  | 19:00 |
| Novena  | Serrano           | 3 - 1 | Treze      | Eliel Martins              | 6 de septiembre  | 16:00 |
| Novena  | Libre: Estanciano |       |            |                            |                  |       |
| Décima  | Central           | 3 - 0 | Serrano    | Lacerdão                   | 13 de septiembre | 18:00 |
| Décima  | Treze             | 4 - 0 | Estanciano | P. Vargas (Campina Grande) | 13 de septiembre | 18:00 |
| Décima  | Libre: Goianésia  |       |            |                            |                  |       |

### Grupo A5
| Pos. | Equipos         | PJ | PG | PE | PP | GF | GC | Dif. | Pts. |
| ---- | --------------- | -- | -- | -- | -- | -- | -- | ---- | ---- |
| 1.   | Río Branco - ES | 8  | 5  | 2  | 1  | 12 | 7  | +5   | 17   |
| 2.   | Caldense        | 8  | 4  | 2  | 2  | 8  | 4  | +4   | 14   |
| 3.   | Aparecidense    | 8  | 3  | 4  | 1  | 9  | 5  | +4   | 13   |
| 4.   | Comercial - MS  | 8  | 2  | 1  | 5  | 6  | 10 | -4   | 7    |
| 5.   | Operário - MT   | 8  | 1  | 1  | 6  | 7  | 16 | -9   | 4    |

| Primera | Caldense               | 1 - 0 | Río Branco - ES | Ronaldão           | 12 de julio      | 16:00 |
| Primera | Operário - MT          | 2 - 3 | Aparecidense    | Arena Pantanal     | 13 de julio      | 20:30 |
| Primera | Libre: Comercial - MS  |       |                 |                    |                  |       |
| Segunda | Río Branco - ES        | 2 - 1 | Comercial - MS  | Engenheiro Araripe | 18 de julio      | 16:30 |
| Segunda | Aparecidense           | 0 - 1 | Caldense        | Annibal Batista    | 18 de julio      | 17:00 |
| Segunda | Libre: Operário - MT   |       |                 |                    |                  |       |
| Tercera | Comercial - MS         | 1 - 1 | Aparecidense    | Jacques da Luz     | 25 de julio      | 16:00 |
| Tercera | Caldense               | 0 - 0 | Operário - MT   | Ronaldão           | 26 de julio      | 16:00 |
| Tercera | Libre: Río Branco - ES |       |                 |                    |                  |       |
| Cuarta  | Comercial - MS         | 0 - 1 | Caldense        | Jacques da Luz     | 1 de agosto      | 16:00 |
| Cuarta  | Río Branco - ES        | 3 - 1 | Operário - MT   | Engenheiro Araripe | 1 de agosto      | 16:30 |
| Cuarta  | Libre: Aparecidense    |       |                 |                    |                  |       |
| Quinta  | Aparecidense           | 0 - 0 | Río Branco - ES | Annibal Batista    | 8 de agosto      | 17:00 |
| Quinta  | Opérario - MT          | 2 - 0 | Comercial - MS  | Arena Pantanal     | 8 de agosto      | 19:00 |
| Quinta  | Libre: Caldense        |       |                 |                    |                  |       |
| Sexta   | Caldense               | 1 - 2 | Comercial - MS  | Ronaldão           | 16 de agosto     | 16:00 |
| Sexta   | Operário - MT          | 2 - 3 | Río Branco - ES | Arena Pantanal     | 16 de agosto     | 17:00 |
| Sexta   | Libre: Aparecidense    |       |                 |                    |                  |       |
| Séptima | Comercial - MS         | 2 - 0 | Operário - MT   | Jacques da Luz     | 22 de agosto     | 16:00 |
| Séptima | Río Branco - ES        | 1 - 1 | Aparecidense    | Engenheiro Araripe | 22 de agosto     | 16:30 |
| Séptima | Libre: Caldense        |       |                 |                    |                  |       |
| Octava  | Aparecidense           | 2 - 0 | Comercial - MS  | Annibal Batista    | 29 de agosto     | 17:00 |
| Octava  | Operário - MT          | 0 - 3 | Caldense        | Arena Pantanal     | 29 de agosto     | 17:00 |
| Octava  | Libre: Río Branco - ES |       |                 |                    |                  |       |
| Novena  | Comercial - MS         | 0 - 1 | Río Branco - ES | Jacques da Luz     | 5 de septiembre  | 16:00 |
| Novena  | Caldense               | 0 - 0 | Aparecidense    | Ronaldão           | 6 de septiembre  | 16:00 |
| Novena  | Libre: Operário - MT   |       |                 |                    |                  |       |
| Décima  | Río Branco - ES        | 2 - 1 | Caldense        | Kléber Andrade     | 13 de septiembre | 18:00 |
| Décima  | Aparecidense           | 2 - 0 | Operário - MT   | Annibal Batista    | 13 de septiembre | 18:00 |
| Décima  | Libre: Comercial - MS  |       |                 |                    |                  |       |

### Grupo A6
| Pos. | Equipos         | PJ | PG | PE | PP | GF | GC | Dif. | Pts. |
| ---- | --------------- | -- | -- | -- | -- | -- | -- | ---- | ---- |
| 1.   | CRAC            | 8  | 5  | 3  | 0  | 7  | 1  | +6   | 18   |
| 2.   | Botafogo - SP   | 8  | 3  | 4  | 1  | 11 | 5  | +6   | 13   |
| 3.   | Gama            | 8  | 3  | 4  | 1  | 9  | 6  | +3   | 13   |
| 4.   | Duque de Caxias | 8  | 2  | 1  | 5  | 10 | 11 | -1   | 7    |
| 5.   | Villa Nova      | 8  | 1  | 0  | 7  | 9  | 23 | -14  | 3    |

| Primera | CRAC                   | 1 - 0 | Villa Nova      | Genervino da Fonseca   | 12 de julio      | 16:00 |
| Primera | Gama                   | 0 - 0 | Botafogo - SP   | Mané Garrincha         | 12 de julio      | 16:00 |
| Primera | Libre: Duque de Caxias |       |                 |                        |                  |       |
| Segunda | Villa Nova             | 2 - 3 | Duque de Caxias | Castor Cifuentes       | 19 de julio      | 16:00 |
| Segunda | Botafogo - SP          | 0 - 1 | CRAC            | Santa Cruz             | 19 de julio      | 16:00 |
| Segunda | Libre: Gama            |       |                 |                        |                  |       |
| Tercera | Duque de Caxias        | 0 - 0 | Botafogo - SP   | Marrentão              | 25 de julio      | 15:00 |
| Tercera | CRAC                   | 0 - 0 | Gama            | Genervino da Fonseca   | 26 de julio      | 16:00 |
| Tercera | Libre: Villa Nova      |       |                 |                        |                  |       |
| Cuarta  | Duque de Caxias        | 0 - 1 | CRAC            | Marrentão              | 1 de agosto      | 15:00 |
| Cuarta  | Villa Nova             | 2 - 3 | Gama            | Castor Cifuentes       | 2 de agosto      | 16:00 |
| Cuarta  | Libre: Botafogo - SP   |       |                 |                        |                  |       |
| Quinta  | Botafogo - SP          | 5 - 1 | Villa Nova      | Santa Cruz             | 8 de agosto      | 16:00 |
| Quinta  | Gama                   | 2 - 0 | Duque de Caxias | Bezerrão               | 8 de agosto      | 20:00 |
| Quinta  | Libre: CRAC            |       |                 |                        |                  |       |
| Sexta   | CRAC                   | 1 - 0 | Duque de Caxias | Genervino da Fonseca   | 15 de agosto     | 18:00 |
| Sexta   | Gama                   | 1 - 2 | Villa Nova      | Bezerrão               | 15 de agosto     | 20:00 |
| Sexta   | Libre: Botafogo - SP   |       |                 |                        |                  |       |
| Séptima | Duque de Caxias        | 1 - 2 | Gama            | Los Larios             | 22 de agosto     | 15:00 |
| Séptima | Villa Nova             | 2 - 3 | Botafogo - SP   | Castor Cifuentes       | 23 de agosto     | 16:00 |
| Séptima | Libre: CRAC            |       |                 |                        |                  |       |
| Octava  | Botafogo - SP          | 3 - 1 | Duque de Caxias | Santa Cruz             | 29 de agosto     | 16:00 |
| Octava  | Gama                   | 1 - 1 | CRAC            | Bezerrão               | 29 de agosto     | 16:00 |
| Octava  | Libre: Villa Nova      |       |                 |                        |                  |       |
| Novena  | Duque de Caxias        | 5 - 0 | Villa Nova      | Romário de Souza Faria | 5 de septiembre  | 15:00 |
| Novena  | CRAC                   | 0 - 0 | Botafogo - SP   | Genervino da Fonseca   | 5 de septiembre  | 19:00 |
| Novena  | Libre: Gama            |       |                 |                        |                  |       |
| Décima  | Villa Nova             | 0 - 2 | CRAC            | Castor Cifuentes       | 13 de septiembre | 18:00 |
| Décima  | Botafogo - SP          | 0 - 0 | Gama            | Santa Cruz             | 13 de septiembre | 18:00 |
| Décima  | Libre: Duque de Caxias |       |                 |                        |                  |       |

### Grupo A7
| Pos. | Equipos                | PJ | PG | PE | PP | GF | GC | Dif. | Pts. |
| ---- | ---------------------- | -- | -- | -- | -- | -- | -- | ---- | ---- |
| 1.   | Ypiranga de Erechim    | 8  | 5  | 1  | 2  | 7  | 3  | +4   | 16   |
| 2.   | Operário - PR          | 8  | 5  | 1  | 2  | 11 | 8  | +3   | 16   |
| 3.   | Resende                | 8  | 2  | 3  | 3  | 9  | 10 | -1   | 9    |
| 4.   | Red Bull Brasil        | 8  | 2  | 2  | 4  | 5  | 8  | -3   | 8    |
| 5.   | Internacional de Lages | 8  | 2  | 1  | 5  | 6  | 9  | -3   | 7    |

| Primera | Resende                       | 2 - 2 | Operário - PR          | do Trabalhador     | 12 de julio      | 15:00 |
| Primera | Ypiranga de Erechim           | 2 - 1 | Internacional de Lages | Colosso da Lagoa   | 12 de julio      | 15:00 |
| Primera | Libre: Red Bull Brasil        |       |                        |                    |                  |       |
| Segunda | Internacional de Lages        | 3 - 1 | Resende                | Vidal Ramos Júnior | 19 de julio      | 16:00 |
| Segunda | Operário - PR                 | 2 - 1 | Red Bull Brasil        | Germano Krüger     | 19 de julio      | 16:00 |
| Segunda | Libre: Ypiranga de Erechim    |       |                        |                    |                  |       |
| Tercera | Red Bull Brasil               | 2 - 0 | Internacional de Lages | Moisés Lucarelli   | 25 de julio      | 16:00 |
| Tercera | Resende                       | 0 - 1 | Ypiranga de Erechim    | do Trabalhador     | 26 de julio      | 15:00 |
| Tercera | Libre: Operário - PR          |       |                        |                    |                  |       |
| Cuarta  | Red Bull Brasil               | 0 - 0 | Resende                | Moisés Lucarelli   | 1 de agosto      | 16:00 |
| Cuarta  | Operário - PR                 | 1 - 0 | Ypiranga de Erechim    | Germano Krüger     | 2 de agosto      | 15:30 |
| Cuarta  | Libre: Internacional de Lages |       |                        |                    |                  |       |
| Quinta  | Ypiranga de Erechim           | 0 - 1 | Red Bull Brasil        | Colosso da Lagoa   | 9 de agosto      | 15:00 |
| Quinta  | Internacional de Lages        | 1 - 0 | Operário - PR          | Vidal Ramos Júnior | 9 de agosto      | 16:00 |
| Quinta  | Libre: Resende                |       |                        |                    |                  |       |
| Sexta   | Resende                       | 3 - 0 | Red Bull Brasil        | do Trabalhador     | 16 de agosto     | 15:00 |
| Sexta   | Ypiranga de Erechim           | 2 - 0 | Operário - PR          | Colosso da Lagoa   | 16 de agosto     | 15:00 |
| Sexta   | Libre: Internacional de Lages |       |                        |                    |                  |       |
| Séptima | Operário - PR                 | 1 - 0 | Internacional de Lages | Germano Krüger     | 23 de agosto     | 15:30 |
| Séptima | Red Bull Brasil               | 0 - 1 | Ypiranga de Erechim    | Moisés Lucarelli   | 24 de agosto     | 18:30 |
| Séptima | Libre: Resende                |       |                        |                    |                  |       |
| Octava  | Ypiranga de Erechim           | 0 - 0 | Resende                | Colosso da Lagoa   | 30 de agosto     | 15:00 |
| Octava  | Internacional de Lages        | 0 - 0 | Red Bull Brasil        | Vidal Ramos Júnior | 30 de agosto     | 16:00 |
| Octava  | Libre: Operário - PR          |       |                        |                    |                  |       |
| Novena  | Resende                       | 2 - 1 | Internacional de Lages | do Trabalhador     | 6 de septiembre  | 15:00 |
| Novena  | Red Bull Brasil               | 1 - 2 | Operário - PR          | Moisés Lucarelli   | 7 de septiembre  | 16:00 |
| Novena  | Libre: Ypiranga de Erechim    |       |                        |                    |                  |       |
| Décima  | Operário - PR                 | 3 - 1 | Resende                | Germano Krüger     | 13 de septiembre | 18:00 |
| Décima  | Internacional de Lages        | 0 - 1 | Ypiranga de Erechim    | Vidal Ramos Júnior | 13 de septiembre | 18:00 |
| Décima  | Libre: Red Bull Brasil        |       |                        |                    |                  |       |

### Grupo A8
| Pos. | Equipos       | PJ | PG | PE | PP | GF | GC | Dif. | Pts. |
| ---- | ------------- | -- | -- | -- | -- | -- | -- | ---- | ---- |
| 1.   | São Caetano   | 8  | 6  | 1  | 1  | 22 | 5  | +17  | 19   |
| 2.   | Lajeadense    | 8  | 4  | 3  | 1  | 11 | 9  | +2   | 15   |
| 3.   | Volta Redonda | 8  | 3  | 0  | 5  | 10 | 14 | -1   | 9    |
| 4.   | Metropolitano | 8  | 2  | 2  | 4  | 8  | 12 | -4   | 8    |
| 5.   | Foz do Iguaçu | 8  | 1  | 2  | 5  | 10 | 21 | -11  | 5    |

| Primera | Foz do Iguaçu        | 4 - 5 | Volta Redonda | ABC                 | 12 de julio      | 16:00 |
| Primera | São Caetano          | 5 - 0 | Lajeadense    | Anacleto Campanella | 12 de julio      | 16:00 |
| Primera | Libre: Metropolitano |       |               |                     |                  |       |
| Segunda | Volta Redonda        | 1 - 0 | São Caetano   | Raulino de Oliveira | 19 de julio      | 16:00 |
| Segunda | Lajeadense           | 1 - 0 | Metropolitano | Arena Alviazul      | 19 de julio      | 16:00 |
| Segunda | Libre: Foz do Iguaçu |       |               |                     |                  |       |
| Tercera | Metropolitano        | 2 - 1 | Volta Redonda | Orlando Scarpelli   | 19 de julio      | 15:00 |
| Tercera | São Caetano          | 1 - 0 | Foz do Iguaçu | Anacleto Campanella | 19 de julio      | 16:00 |
| Tercera | Libre: Lajeadense    |       |               |                     |                  |       |
| Cuarta  | Lajeadense           | 3 - 0 | Foz do Iguaçu | Arena Alviazul      | 2 de agosto      | 16:00 |
| Cuarta  | Metropolitano        | 2 - 3 | São Caetano   | Orlando Scarpelli   | 3 de agosto      | 15:00 |
| Cuarta  | Libre: Volta Redonda |       |               |                     |                  |       |
| Quinta  | Volta Redonda        | 0 - 2 | Lajeadense    | Raulino de Oliveira | 9 de agosto      | 11:00 |
| Quinta  | Foz do Iguaçu        | 2 - 0 | Metropolitano | ABC                 | 9 de agosto      | 16:00 |
| Quinta  | Libre: São Caetano   |       |               |                     |                  |       |
| Sexta   | Foz do Iguaçu        | 2 - 2 | Lajeadense    | ABC                 | 16 de agosto     | 16:00 |
| Sexta   | São Caetano          | 3 - 1 | Metropolitano | Anacleto Campanella | 16 de agosto     | 18:00 |
| Sexta   | Libre: Volta Redonda |       |               |                     |                  |       |
| Séptima | Metropolitano        | 2 - 2 | Foz do Iguaçu | Monumental do Sesi  | 23 de agosto     | 11:00 |
| Séptima | Lajeadense           | 2 - 1 | Volta Redonda | Arena Alviazul      | 23 de agosto     | 19:00 |
| Séptima | Libre: São Caetano   |       |               |                     |                  |       |
| Octava  | Volta Redonda        | 0 - 1 | Metropolitano | Raulino de Oliveira | 29 de agosto     | 18:30 |
| Octava  | Foz do Iguaçu        | 0 - 3 | São Caetano   | ABC                 | 30 de agosto     | 16:00 |
| Octava  | Libre: Lajeadense    |       |               |                     |                  |       |
| Novena  | São Caetano          | 3 - 0 | Volta Redonda | Anacleto Campanella | 6 de septiembre  | 18:00 |
| Novena  | Metropolitano        | 0 - 0 | Lajeadense    | Monumental do Sesi  | 7 de septiembre  | 16:00 |
| Novena  | Libre: Foz do Iguaçu |       |               |                     |                  |       |
| Décima  | Volta Redonda        | 2 - 0 | Foz do Iguaçu | Raulino de Oliveira | 13 de septiembre | 18:00 |
| Décima  | Lajeadense           | 1 - 1 | São Caetano   | Arena Alviazul      | 13 de septiembre | 18:00 |
| Décima  | Libre: Metropolitano |       |               |                     |                  |       |

## Fase final
El cuadro final del campeonato está compuesto por las fases octavos de final, cuartos de final, semifinales y final.
|  | Octavos de final                 | Octavos de final                 | Octavos de final                 |   |             | Cuartos de final    | Cuartos de final    | Cuartos de final    |  |          | Semifinales                     | Semifinales                     | Semifinales                     |  |       | Final               | Final               | Final               |  |
|  | 26 de septiembre al 4 de octubre | 26 de septiembre al 4 de octubre | 26 de septiembre al 4 de octubre |   |             | 10 al 19 de octubre | 10 al 19 de octubre | 10 al 19 de octubre |  |          | 24 de octubre al 1 de noviembre | 24 de octubre al 1 de noviembre | 24 de octubre al 1 de noviembre |  |       | 7 y 14 de noviembre | 7 y 14 de noviembre | 7 y 14 de noviembre |  |
|  |                                  |                                  |                                  |   |             |                     |                     |                     |  |          |                                 |                                 |                                 |  |       |                     |                     |                     |  |
|  |                                  |                                  |                                  |   |             |                     |                     |                     |  |          |                                 |                                 |                                 |  |       |                     |                     |                     |  |
|  | Ypiranga                         | 1                                | 3                                |   |             |                     |                     |                     |  |          |                                 |                                 |                                 |  |       |                     |                     |                     |  |
|  | Ypiranga                         | 1                                | 3                                |   |             |                     |                     |                     |  |          |                                 |                                 |                                 |  |       |                     |                     |                     |  |
|  | Río Branco - AC                  | 0                                | 0                                |   |             |                     |                     |                     |  |          |                                 |                                 |                                 |  |       |                     |                     |                     |  |
|  | Río Branco - AC                  | 0                                | 0                                |   | Ypiranga    | 1                   | 1 (4)               |                     |  |          |                                 |                                 |                                 |  |       |                     |                     |                     |  |
|  |                                  |                                  |                                  |   | Ypiranga    | 1                   | 1 (4)               |                     |  |          |                                 |                                 |                                 |  |       |                     |                     |                     |  |
|  |                                  |                                  | Caldense                         | 1 | 1 (3)       |                     |                     |                     |  |          |                                 |                                 |                                 |  |       |                     |                     |                     |  |
|  | Río Branco - ES                  | 1                                | Caldense                         | 1 | 1 (3)       | 0                   |                     |                     |  |          |                                 |                                 |                                 |  |       |                     |                     |                     |  |
|  | Río Branco - ES                  | 1                                |                                  |   |             |                     |                     |                     |  |          |                                 |                                 |                                 |  |       |                     |                     |                     |  |
|  | Caldense                         | 1                                | 1                                |   |             |                     |                     |                     |  |          |                                 |                                 |                                 |  |       |                     |                     |                     |  |
|  | Caldense                         | 1                                | 1                                |   |             |                     |                     |                     |  | Ypiranga | 0                               | 2 (4)                           |                                 |  |       |                     |                     |                     |  |
|  |                                  |                                  |                                  |   |             |                     |                     |                     |  | Ypiranga | 0                               | 2 (4)                           |                                 |  |       |                     |                     |                     |  |
|  |                                  |                                  | Ríver                            | 2 | 0 (5)       |                     |                     |                     |  |          |                                 |                                 |                                 |  |       |                     |                     |                     |  |
|  | Central                          | 0                                | Ríver                            | 2 | 0 (5)       | 1                   |                     |                     |  |          |                                 |                                 |                                 |  |       |                     |                     |                     |  |
|  | Central                          | 0                                |                                  |   |             |                     |                     |                     |  |          |                                 |                                 |                                 |  |       |                     |                     |                     |  |
|  | Lajeadense                       | 4                                | 2                                |   |             |                     |                     |                     |  |          |                                 |                                 |                                 |  |       |                     |                     |                     |  |
|  | Lajeadense                       | 4                                | 2                                |   | Lajeadense  | 0                   | 1                   |                     |  |          |                                 |                                 |                                 |  |       |                     |                     |                     |  |
|  |                                  |                                  |                                  |   | Lajeadense  | 0                   | 1                   |                     |  |          |                                 |                                 |                                 |  |       |                     |                     |                     |  |
|  |                                  |                                  | Ríver                            | 3 | 1           |                     |                     |                     |  |          |                                 |                                 |                                 |  |       |                     |                     |                     |  |
|  | Ríver                            | 1                                | Ríver                            | 3 | 1           | 3                   |                     |                     |  |          |                                 |                                 |                                 |  |       |                     |                     |                     |  |
|  | Ríver                            | 1                                |                                  |   |             |                     |                     |                     |  |          |                                 |                                 |                                 |  |       |                     |                     |                     |  |
|  | Estanciano                       | 2                                | 0                                |   |             |                     |                     |                     |  |          |                                 |                                 |                                 |  |       |                     |                     |                     |  |
|  | Estanciano                       | 2                                | 0                                |   |             |                     |                     |                     |  |          |                                 |                                 |                                 |  | Ríver | 2                   | 0                   |                     |  |
|  |                                  |                                  |                                  |   |             |                     |                     |                     |  |          |                                 |                                 |                                 |  | Ríver | 2                   | 0                   |                     |  |
|  |                                  |                                  | Botafogo - SP                    | 3 | 0           |                     |                     |                     |  |          |                                 |                                 |                                 |  |       |                     |                     |                     |  |
|  | Remo                             | 0                                | Botafogo - SP                    | 3 | 0           | 3                   |                     |                     |  |          |                                 |                                 |                                 |  |       |                     |                     |                     |  |
|  | Remo                             | 0                                |                                  |   |             |                     |                     |                     |  |          |                                 |                                 |                                 |  |       |                     |                     |                     |  |
|  | Palmas                           | 1                                | 0                                |   |             |                     |                     |                     |  |          |                                 |                                 |                                 |  |       |                     |                     |                     |  |
|  | Palmas                           | 1                                | 0                                |   | Remo        | 1                   | 3                   |                     |  |          |                                 |                                 |                                 |  |       |                     |                     |                     |  |
|  |                                  |                                  |                                  |   | Remo        | 1                   | 3                   |                     |  |          |                                 |                                 |                                 |  |       |                     |                     |                     |  |
|  |                                  |                                  | Operário - PR                    | 0 | 1           |                     |                     |                     |  |          |                                 |                                 |                                 |  |       |                     |                     |                     |  |
|  | Campinense                       | 0                                | Operário - PR                    | 0 | 1           | 1 (3)               |                     |                     |  |          |                                 |                                 |                                 |  |       |                     |                     |                     |  |
|  | Campinense                       | 0                                |                                  |   |             |                     |                     |                     |  |          |                                 |                                 |                                 |  |       |                     |                     |                     |  |
|  | Operário - PR                    | 1                                | 0 (4)                            |   |             |                     |                     |                     |  |          |                                 |                                 |                                 |  |       |                     |                     |                     |  |
|  | Operário - PR                    | 1                                | 0 (4)                            |   |             |                     |                     |                     |  | Remo     | 0                               | 0                               |                                 |  |       |                     |                     |                     |  |
|  |                                  |                                  |                                  |   |             |                     |                     |                     |  | Remo     | 0                               | 0                               |                                 |  |       |                     |                     |                     |  |
|  |                                  |                                  | Botafogo - SP                    | 1 | 0           |                     |                     |                     |  |          |                                 |                                 |                                 |  |       |                     |                     |                     |  |
|  | São Caetano                      | 3                                | Botafogo - SP                    | 1 | 0           | 0                   |                     |                     |  |          |                                 |                                 |                                 |  |       |                     |                     |                     |  |
|  | São Caetano                      | 3                                |                                  |   |             |                     |                     |                     |  |          |                                 |                                 |                                 |  |       |                     |                     |                     |  |
|  | Coruripe                         | 0                                | 1                                |   |             |                     |                     |                     |  |          |                                 |                                 |                                 |  |       |                     |                     |                     |  |
|  | Coruripe                         | 0                                | 1                                |   | São Caetano | 1                   | 0                   |                     |  |          |                                 |                                 |                                 |  |       |                     |                     |                     |  |
|  |                                  |                                  |                                  |   | São Caetano | 1                   | 0                   |                     |  |          |                                 |                                 |                                 |  |       |                     |                     |                     |  |
|  |                                  |                                  | Botafogo - SP                    | 2 | 0           |                     |                     |                     |  |          |                                 |                                 |                                 |  |       |                     |                     |                     |  |
|  | CRAC                             | 0                                | Botafogo - SP                    | 2 | 0           | 1                   |                     |                     |  |          |                                 |                                 |                                 |  |       |                     |                     |                     |  |
|  | CRAC                             | 0                                |                                  |   |             |                     |                     |                     |  |          |                                 |                                 |                                 |  |       |                     |                     |                     |  |
|  | Botafogo - SP                    | 3                                | 0                                |   |             |                     |                     |                     |  |          |                                 |                                 |                                 |  |       |                     |                     |                     |  |
|  | Botafogo - SP                    | 3                                | 0                                |   |             |                     |                     |                     |  |          |                                 |                                 |                                 |  |       |                     |                     |                     |  |
|  |                                  |                                  |                                  |   |             |                     |                     |                     |  |          |                                 |                                 |                                 |  |       |                     |                     |                     |  |

- Nota: En cada llave, el equipo ubicado en la primera línea es el que ejerce la localía en el partido de vuelta.

| Bandera del estado de São Paulo |
| Campeón                         |
| Botafogo - SP 1.er título       |

## Goleadores
| Goles | Jugador    | Club          |
| ----- | ---------- | ------------- |
| 12    | Jô         | São Caetano   |
| 8     | Ramon      | Lajeadense    |
| 7     | Josy       | Estanciano    |
| 6     | Fabinho    | Ríver         |
| 6     | Francis    | Botafogo - SP |
| 6     | João Paulo | Ypiranga      |
| 6     | Nonato     | Treze         |
| 6     | Robson     | São Caetano   |
| 6     | Washington | Náutico       |